# バークレイカード・アリーナ
ウティリタ・アリーナ・バーミンガム（Utilita Arena Birmingham）はイギリス・バーミンガムにある多目的アリーナ。最初の名称はナショナル・インドア・アリーナ（National Indoor Arena）で、2014年にバークレイカード・アリーナ（Barclaycard Arena）に改称され、2017年に現在の名称になった。

## 概要
イギリスではCo-op Live、O2アリーナ、マンチェスター・アリーナに次いで4番目の規模を持つ。
ナショナル・エキシビション・センター（NEC）の施設内にあり、1991年に完成した。収容人数は4000～13000人。近くにはバーミンガム国際会議場がある。なお、同会議場は1998年の冬季オリンピック長野開催決定（1991年）と1998年にG8サミットが開催された。
2013年から2014年にかけて全面的に改修を行った。2014年12月2日のマイケル・ブーブレのコンサートでリニューアル公演を実施した。

## 過去開催された主なイベント
- ユーロビジョン・ソング・コンテスト1998
- 世界柔道選手権大会（1999年）
- 世界室内陸上競技選手権大会（2003年、2018年）
- デビスカップ（主にイギリス戦）
- 全英オープン (バドミントン)
- この他、WWFリベリオンや、バスケットボール、卓球、レスリングなどが行われており、2007年には第29回ヨーロッパ室内陸上競技選手権大会が開催された。またコンサートなど多数行われている。